# Estación de Kloten
La estación de Kloten es una estación ferroviaria de la comuna suiza de Kloten, en el Cantón de Zúrich.

## Situación
La estación se encuentra ubicada en el borde sur del núcleo urbano de Kloten, lindando con la localidad de Spitz. Aunque es la estación más céntrica del núcleo urbano, la principal estación ferroviaria de la comuna es la de Zúrich-Aeropuerto, ubicada en el Aeropuerto Internacional de Zúrich, donde efectúan parada numerosos trenes de cercanías y de larga distancia.
La estación de Kloten cuenta con dos andenes, uno central y el otro lateral, a los que acceden tres vías. Hay otra vía pasante, por lo que la estación consta de un total de cuatro vías pasantes.

## Servicios ferroviarios
El único servicio ferroviario existente en la estación es prestado por SBB-CFF-FFS, debido a que la estación está integrada dentro de la red de cercanías S-Bahn Zúrich, y en la que efectúan parada los trenes de una línea perteneciente a S-Bahn Zúrich:
- S 7 Winterthur – Kloten – Zúrich HB – Stadelhofen - Meilen – Rapperswil